# Гейлопластика
Гейлопластика (інколи Хейлопластика, грец. χείλος kheilos — губа) — пластична операція з корекції форми та розмірів губ за допомогою ін'єкцій або імплантатів. Період відновлення займає від 1 до 5 днів.
Найчастіше клієнтами пластичних хірургів стають дівчата та жінки, які хочуть додати своїм губам об'єму.

## Протипоказання
- Герпес в стадії загострення
- Деякі загальні захворювання ( вовчак, діабет)
- Незагоєні пошкодження губ
- Проблеми зі згортанням крові

## Гейлопластика за допомогою ін'єкцій
Найчастіше при ін'єкціях використовується місцева анестезія і не потрібна госпіталізація.
Види ін'єкцій:
- Синтетичні препарати в рідкісних випадках здатні викликати місцеву алергічну реакцію, але при цьому дають більш тривалий  порівняно з іншими ін'єкціями, ефект.
- Власний колаген, витягнутий з іншої ділянки тіла пацієнта. Не викликає алергію , недовговічний косметичний ефект.
- Колаген тваринного походження. Термін тривалості косметичного ефекту - від чотирьох тижнів до трьох місяців, можлива алергія.
- Людський колаген, взятий з тіла померлої людини. Протягом року повністю розчиняється у вашому організмі.
- Власний жир абсолютно виключає будь-яку непереносимість і забезпечують тривалий косметичний ефект.
- Гель, що містить гіалуронову кислоту, яка є складовою частиною людського тіла. При застосуванні такого препарату існує невеликий шанс виникнення алергічної реакції, термін косметичного ефекту - півроку.

## Імплантати
- Колагенові пластинки, взяті з тіла померлої людини , вводяться через маленькі розрізи всередину губи. Термін дії - не більше року, після чого колаген повністю розчиняється в тканинах пацієнта.
- Введення власного жиру не завжди приводить до тривалого ефекту, оскільки у деяких людей відбувається активне "поглинання" жиру організмом.
- Синтетичні матеріали дозволяють домогтися тривалого косметичного ефекту, але можлива алергічна реакція.
- Пластика губ власними тканинами. Над верхньою або під нижньою губою робиться розріз і формується новий контур губи.